# Weisenbach
Weisenbach – miejscowość i gmina w Niemczech, w kraju związkowym Badenia-Wirtembergia, w rejencji Karlsruhe, w regionie Mittlerer Oberrhein, w powiecie Rastatt, wchodzi w skład wspólnoty administracyjnej Gernsbach. Leży nad rzeką Murg, ok. 18 km na południowy wschód od Rastatt, przy drodze krajowej B462.

## Współpraca
Miejscowości partnerskie:
- Kriebstein, Saksonia
- San Costanzo, Włochy